# Žan-Luk Leban
Žan-Luk Leban, slovenski nogometaš, * 15. december 2002, Trbovlje.
Leban je profesionalni nogometaš, ki igra na položaju vratarja. Od leta 2025 je član slovenskega kluba Celje. Pred tem je bil član angleškega kluba Evertona, ki ga je leta 2023 posodil Farsley Celticu. Bil je tudi član slovenske reprezentance do 16, 17 in 21 let.
Njegov oče je nekdanji košarkar Boštjan Leban.